# Politique antidrogue de l'Union soviétique
 (février 2023).
La politique antidrogue de l'Union soviétique a peu changé durant l'existence de l'État, à part devenir lentement plus répressive,,, bien que certaines différences de sanctions existaient dans les différentes républiques de l'Union. Cependant, la prévalence de la toxicomanie est restée faible, comme l'ont d'abord affirmé les autorités soviétiques, qui plus tard (sous Mikhaïl Gorbatchev) ont reconnu un problème beaucoup plus important, ; au moins aux drogues autres que l'alcool ou le tabac, ; cependant, les taux de dépendance ont augmenté dans les États post-soviétiques,,,,,.

## Régulation
La législation contre la drogue apparait pour la première fois dans la Russie post-révolutionnaire, à l'article 104-d du Code pénal de 1922 de la RSFSR, criminalisant la production, le trafic et la possession de drogue dans l'intention d'en faire le trafic. La Constitution soviétique de 1924 a étendu cette législation à l'ensemble de l'Union soviétique.  Le Code pénal de 1926 de la RSFSR proposait une peine d'emprisonnement ou de travail correctif d'un à trois ans pour ces infractions, selon l'ampleur de l'infraction commise. La possession de drogue sans intention d'en faire le trafic et l'usage personnel de drogue ne justifiaient aucune sanction pour le moment.
La réglementation des drogues est restée largement intacte en Union soviétique jusqu'en 1974, lorsque le Soviet suprême publie un décret intitulé Sur le renforcement de la lutte contre la toxicomanie. Ce décret a été repris à l'article 224 des Codes pénaux de toutes les Républiques de l'URSS, et a non seulement aggravé les peines pour les infractions susmentionnées jusqu'à dix à quinze ans d'emprisonnement, mais a pour la première fois incriminé la possession de drogue sans intention d'en faire le trafic, passible d'une peine pouvant aller jusqu'à trois ans de prison. Des délits supplémentaires de « séduction d'autrui à des stupéfiants », qui sont passibles d'une peine d'emprisonnement pouvant aller jusqu'à cinq ans, et de vol de stupéfiants, passibles d'une peine d'emprisonnement de cinq à quinze ans, ont également été créés. Le terme « stupéfiants » utilisé ici fait référence à toutes les drogues répertoriées par les conventions des Nations unies, et pas seulement aux opiacés.
Un autre décret publié en 1987 prononce une condamnation pour les infractions ci-dessus dans l'année suivant une condamnation antérieure pour la même violation de la loi passible d'une peine pouvant aller jusqu'à deux ans d'emprisonnement ou de travaux correctifs. Sergei Lebedev, le président de l'Association des avocats indépendants de Leningrad à l'époque, a fait valoir que l'escalade constante des sanctions pénales pour usage de drogue était « révélatrice de la résignation des autorités soviétiques à leur incapacité totale à résoudre les problèmes de drogue de manière constructive et humaine. »

## Traitement
Le traitement est effectué de différentes manières en fonction de la substance à laquelle le patient était dépendant : un médecin administrait généralement le médicament de son choix à petites doses pour l'entretien, ce qui était fait pour réduire l'intensité des symptômes de sevrage.